# Künnethsats
Inom matematiken, speciellt i homologisk algebra och algebraisk topologi, är en Künnethsats, även kallad Künnethformel, ett resultat som relaterar homologin av två objekt till homologin av deras produkt. Den klassiska Künnethsatsen relaterar singulära homologin av två topologiska rum X och Y deras produktrum X × Y. I det enklaste fallet är relationen en tensorprodukt, men i applikationer är det väldigt ofta nödvändigt att använda metoder från homologisk algebra för att uttrycka svaret.
En Künnethsats eller Künnethformel är sann i flera olika homologi- och kohomologiteorin, och namnet har blivit standard. Satserna är uppkallade efter den tyska matematikern Hermann Künneth.